# Tougher Than Leather
Tougher Than Leather – czwarty studyjny album amerykańskiego zespołu hip-hopowego Run-D.M.C. Został wydany 16 września, 1988 roku. Album został zatwierdzony jako platyna.

## Lista utworów
1. „Run’s House” – 3:49
2. „Mary, Mary” – 3:12
3. „They Call Us Run-D.M.C.” – 2:56
4. „Beats to the Rhyme” – 2:43
5. „Radio Station” – 2:50
6. „Papa Crazy” – 4:18
7. „Tougher Than Leather” – 4:20
8. „I’m Not Going Out Like That” – 4:20
9. „How’d Ya Do It Dee” – 3:20
10. „Miss Elaine” – 3:05
11. „Soul to Rock and Roll” – 2:17
12. „Ragtime” – 2:42

Edycja specjalna
1. „Beats to The Rhyme” (instrumental)
2. „Crack” (demo)
3. „Christmas in Hollis”
4. „Penthouse Ad”